# 소나무과
소나무과(---科, 학명: Pinaceae 피나케아이[*])는 구과목의 과이다. 구과식물 중 경제적으로 주요한 여러 수종을 포함하는 과이다. 4개 아과의 11개 속으로 분류한다. 주로 북반구 온대에 분포해 있는 상록수이다. 침엽수로 잎에는 바늘잎과 비늘잎이 있다. 단성화이며 암꽃은 꽃대 위에 나선 모양으로 배열한 많은 과린복합체로 되어 있다. 이 과린복합체는 포린과 종린으로 되어 있으며 포린은 얇은 막질이고, 종린은 두꺼운 다육질이다. 소나무과에서 이 둘은 떨어져 나며 기부에서만 합착되어 있다. 수꽃은 꽃대에 나선 모양으로 배열한 작은 포자잎(수술)으로 되어 있으며, 아랫부분에 1쌍의 작은 포자낭(화분낭)이 붙는다.
긴 가지와 짧은 가지가 있으며, 긴 가지에는 비늘잎, 짧은 가지에는 바늘잎이 달리는 소나무속, 긴 가지에도 바늘잎이 달리는 잎갈나무속 및 짧은 가지가 없는 전나무속, 가문비나무속 등으로 분류된다. 임업 상 소나무·가문비나무·잎갈나무 등이 중요한 수종이다.

## 하위 분류
| 가문비나무아과(Piceoideae) - 가문비나무속(Picea A.Dietr.) | 소나무아과(Pinoideae) - 소나무속(Pinus L.) | 잎갈나무아과(Laricoideae) - 미송속(Pseudotsuga Carrière) - 잎갈나무속(Larix Mill.) - 카타야속(Cathaya Chun & Kuang) | 전나무아과(Abietoideae) - 개잎갈나무속(Cedrus Trew) - 금전송속(Pseudolarix Gordon & Glend.) - 솔송나무속(Tsuga (Endl.) Carrière) - 유삼나무속(Keteleeria Carrière) - 전나무속(Abies Mill.) - 가짜솔송나무속(Nothotsuga H.H.Hu ex C.N.Page) |